# 倉橋正行
倉橋 正行（くらはし まさゆき、1972年12月7日 - ）は、関西棋院所属の囲碁棋士。大阪府池田市出身。父は倉橋正蔵八段、母は関山利一九段の次女にあたり、関山利道九段は従兄弟にあたる。

## 略歴
- 幼少から父の影響で、囲碁をはじめる。父は内弟子として清成哲也、角慎介らを取っていた為兄弟弟子にあたる。池田市立細河小学校6年時、少年少女囲碁大会で優勝を果たす。（準優勝は坂井秀至）。藤沢秀行にも師事し、長期の休みでは神奈川まで遠征し合宿に参加。中学2年で入段後着実に昇段を果たしている。「関西棋院のキムタク」と囲碁雑誌では取り上げられている。

## 昇段履歴
- 1986年5月 初段
- 1987年10月 二段
- 1988年5月 三段
- 1989年5月 四段
- 1990年6月 五段
- 1991年10月 六段
- 1995年3月 七段
- 1997年3月 八段
- 1999年9月 九段
- 2002年 関西棋院第一位決定戦準優勝